# Spencer Street

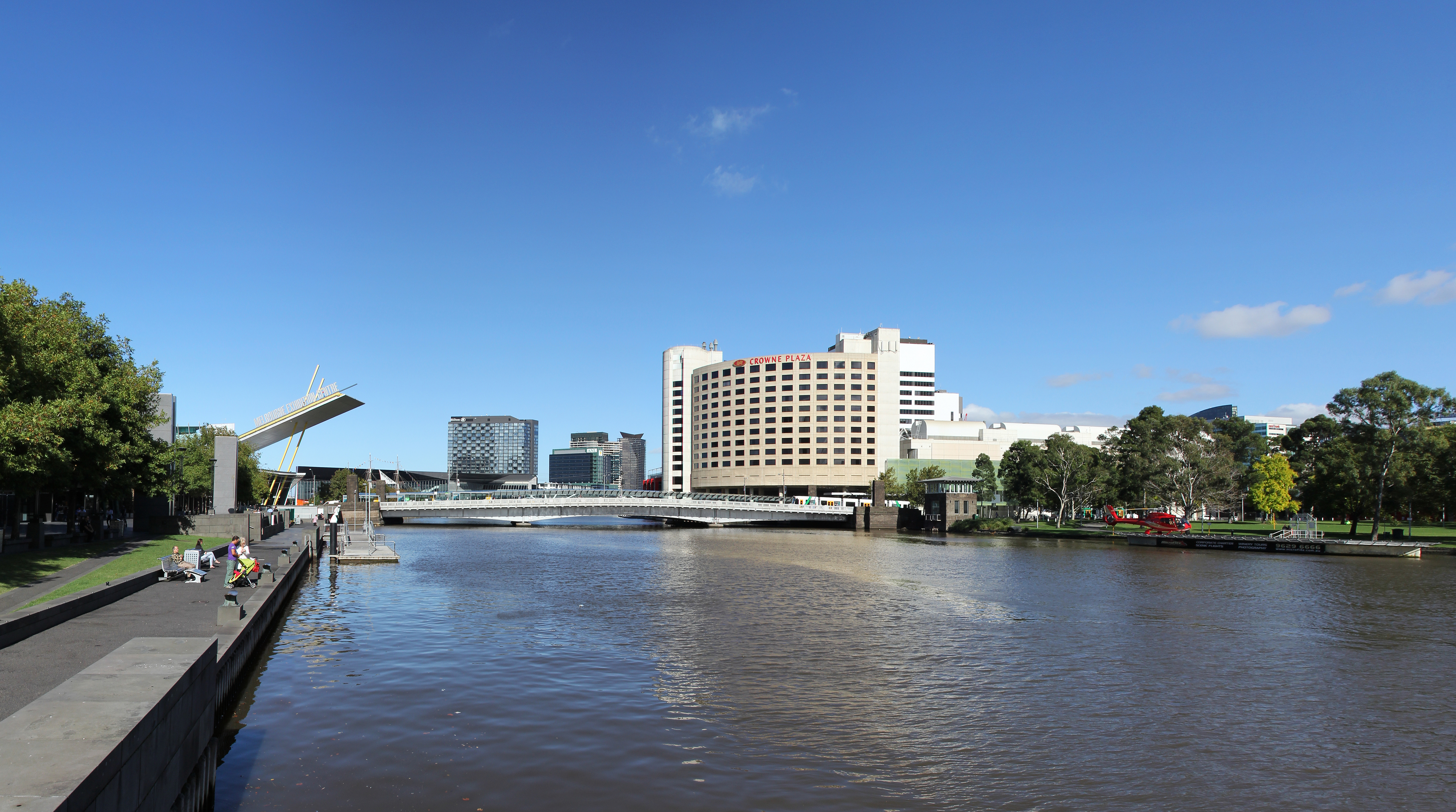
Yarra River & Spencer Street Bridge

Spencer Street är en större gata i det centrala affärsdistriktet i Melbourne, Victoria, Australien. Gatan är uppkallad efter John Spencer och var den första gatan med permanenta bostäder i staden.